# Mikroregion Horymír
Mikroregion Horymír je dobrovolný svazek obcí podle zákona v okresu Beroun, jeho sídlem jsou Svinaře a jeho cílem je v rozsahu uvedeném v § 50 zákona č. 128/2000 Sb. Sdružuje celkem 13 obcí a byl založen v roce 2000.

## Obce sdružené v mikroregionu
- Lážovice
- Neumětely
- Osov
- Vižina
- Skřipel
- Velký Chlumec
- Liteň
- Nesvačily
- Podbrdy
- Skuhrov
- Svinaře
- Všeradice
- Vinařice